# .45 ACP
O .45 ACP (Automatic Colt Pistol) ou .45 Auto (11,43×23mm) é um calibre de arma de mão projetado por John Browning em 1905, para uso em seu protótipo de pistola semiautomática da Colt. Após testes militares bem sucedidos, foi adotado como padrão para a câmara da pistola M1911 da Colt, sendo nomeado .45 ACP. A designação do calibre .45, por si só, é uma referência as unidades de medições padrões das polegadas dentro dos sistemas tradicionais imperiais (britânicos) e norte-americanos: quarenta e cinco centésimos (.45) polegadas da largura do cano, ou métrico 11 milímetros (11.5mm):  veja também, Calibre 11 mm.

## Projeto e história
A Cavalaria dos EUA havia comprado e testado várias armas de fogo no final da década de 1890 e no início do século XX. O Single Action Army (SAA) .45 Colt, tinha sido amplamente substituído por algumas versões de dupla ação do mesmo calibre. O Exército tinha colocado alguns revólveres de dupla ação calibre .38 Long Colt. Eles determinaram o calibre .38 foi significativamente menos eficaz do que o .45 Colt contra oponentes determinados como os guerreiros Moro juramentado encontrados na Rebelião Moro. O rifle atual, o .30-40 Krag, também não conseguiu parar os guerreiros Moro eficazmente; os britânicos tiveram problemas semelhantes mudando para o .303 britânico, o que resultou no desenvolvimento da bala dum-dum. Esta experiência, e os testes de Thompson-LaGarde de 1904 levaram o Exército e a Cavalaria, a decidir um mínimo do calibre .45 foi exigido na nova arma. Thompson e o Major Louis Anatole La Garde do Corpo de Medicina organizou testes em cadáveres e restos de animais nos pátios de Chicago, resultando na descoberta de que .45 era o cartucho de pistola mais eficaz. Eles observaram, no entanto, o treinamento foi fundamental para garantir que um soldado pudesse acertar em uma parte vulnerável do corpo.
Colt tinha trabalhado com Browning em um cartucho calibre .41 em 1904, e em 1905, quando a Cavalaria pediu um calibre equivalente  .45, Colt modificou o projeto da pistola para disparar uma versão ampliada do protótipo .41. O resultado do Colt foi o modelo 1905 e o novo cartucho .45 ACP. O cartucho original que passou no teste disparou um projétil de 200 grains (13g) a 900 pés/s (275 m/s), mas depois de várias rodadas de revisões entre Winchester Repeating Arms, Frankford Arsenal e Union Metallic Cartridge, terminou usando um projétil de 230 grains (14,9g) disparada a uma velocidade nominal de 850 pés/s (260 m/s). O cartucho de calibre .45, denominado .45 ACP, apresentava desempenho similar ao cartucho .45 Schofield e apenas um pouco menos potente (mas significativamente menor) do que os cartuchos .45 Colt que a cavalaria estava usando.
Em 1906, foram submetidas propostas de seis fabricantes, entre eles o projeto de Browning, apresentado pela Colt. Somente DWM, Savage, e Colt passaram da primeira etapa. DWM, que apresentou dois cartuchos Parabellum P08s em .45 ACP, retirou-se do teste após a primeira rodada de testes, por razões não especificadas.
Na segunda rodada de avaliações em 1910, o projeto dfa Colt passou nos testes extensivos sem falhas, enquanto o projeto Savage sofreu 37 paradas ou falhas de peças. A pistola Colt foi adotada como o Modelo 1911.

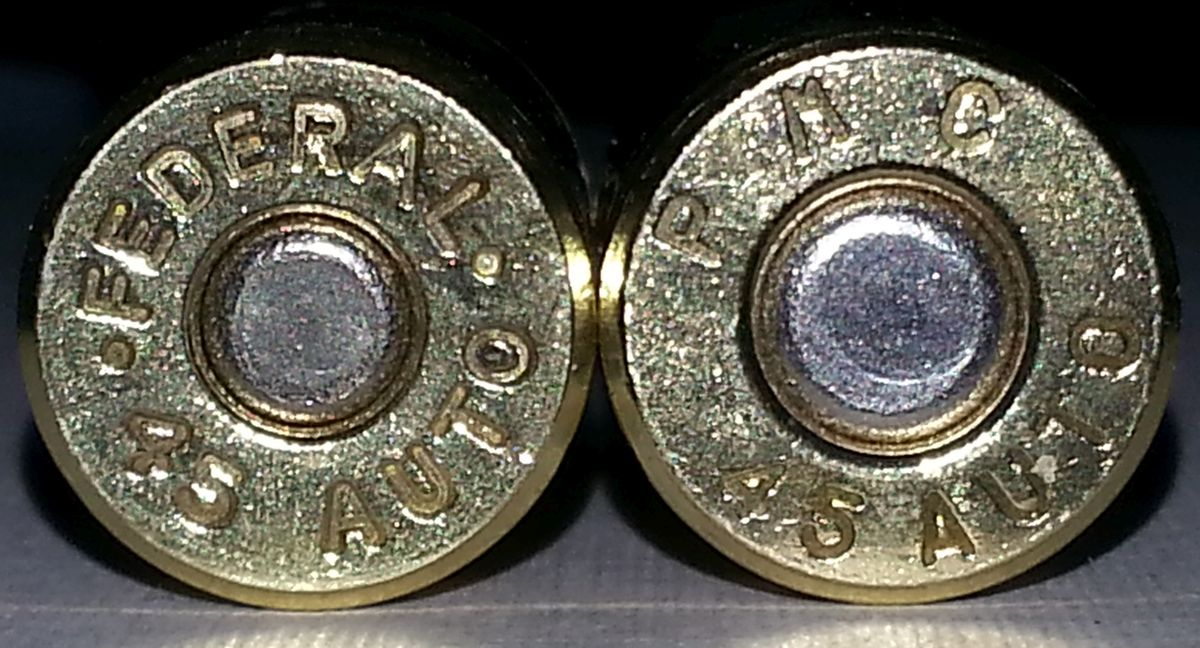
O .45 ACP é manufaturado com espoletas "Large Pistol" e "Small Pistol".

A combinação cartucho/pistola foi muito bem sucedida, mas não satisfatória para fins militares dos EUA. Ao longo do tempo, uma série de projetos aprimorados foram oferecidos, culminando com a adoção, em 1911, do "Cal. .45 Automatic Pistol Ball Cartridge, Model of 1911", um cartucho de 32,3mm de comprimento com um peso de projétil de 230 grains (15g). A primeira produção, em Frankford Arsenal, foi marcada "F A 8 11", para a data agosto de 1911.
O cartucho foi desenhado por John Browning para Colt, mas a pessoa mais influente na seleção do cartucho foi o membro da Artilharia do Exército, o General John T. Thompson. Thompson insistiu em uma pistola com real poder de parar um homem ou "man stopper", citando o fraco desempenho dos revólveres no calibre Colt .38 Long durante a guerra Filipino-Americana (1899-1902) usadas pelo exército americano.[carece de fontes?]

## Dimensões do cartucho
O .45 ACP tem 1,62 ml (25 grãos H2O) de capacidade do cartucho.
Máximo C.I.P. para dimensões do cartucho .45 ACP. Todos os tamanhos em milímetros (mm).

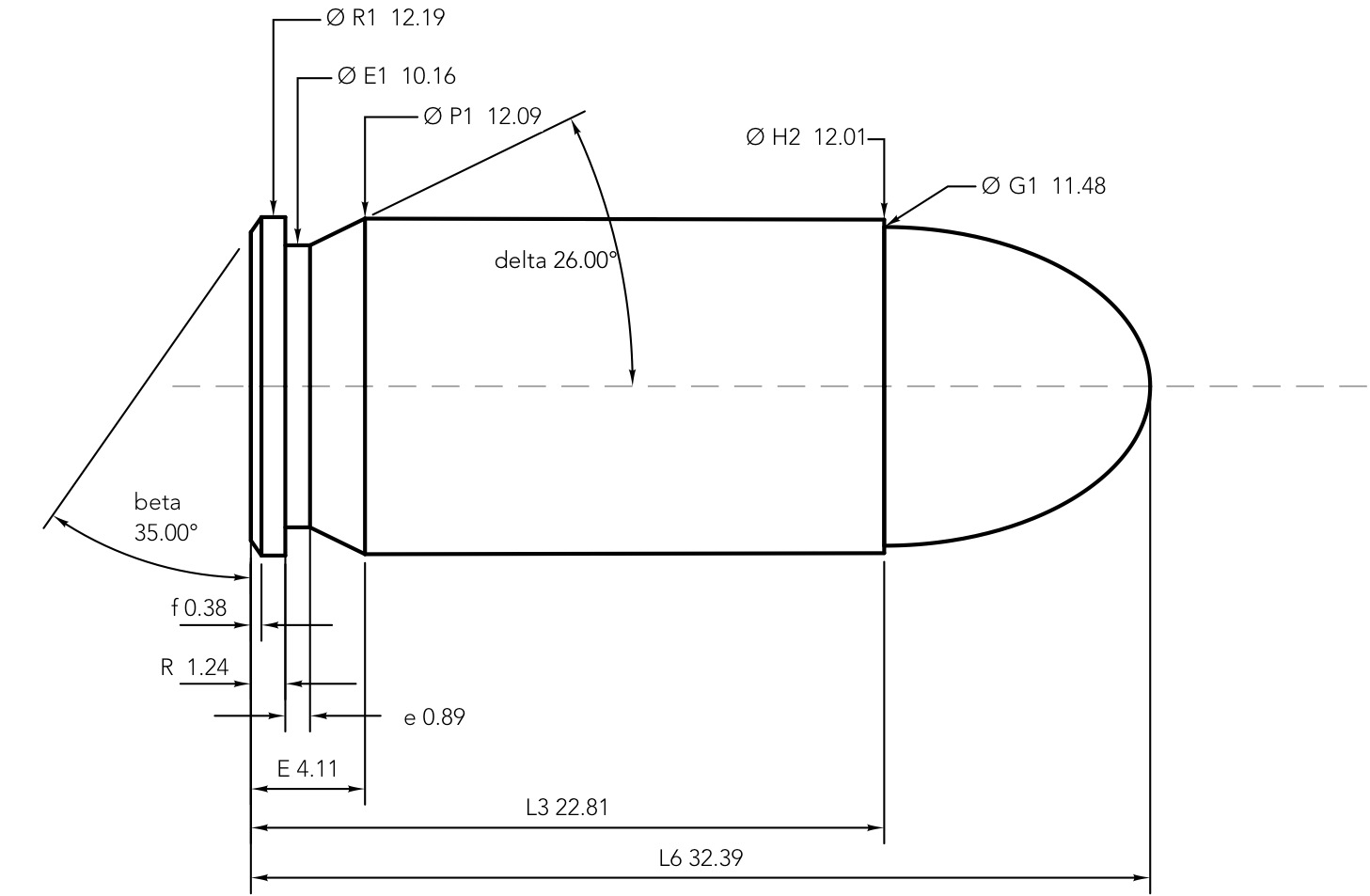

A taxa de estriamento comum para este cartucho é de 406 mm, 6 ranhuras, Ø terrenos = 11,23 mm, Ø ranhuras = 11,43 mm, largura do solo = 3,73 mm e o tipo de iniciador é pistola grande. Os espaços das cabeças dos cartuchos na boca da caixa na referência de referência L3.
De acordo com as decisões da C.I.P., o estojo do cartucho .45 ACP pode suportar até 31.000 MPa (18,999.9 psi) Pmax pressão piezo. Nos países regulados pela CIP, cada combinação de cartuchos de pistola tem de ser testada em 130% desta pressão CIP máxima para certificar a venda aos consumidores. Isto significa que a braços da câmara da .45 ACP em países regulamentados pela C.I.P. estão atualmente (2016) testados em 170.30 MPa (24,700 psi) PE pressão piezo.
O limite de pressão SAAMI para o .45 ACP é fixado em 21.000 psi (144.79 MPa) pressão piezo, enquanto o limite de pressão SAAMI para .45 ACP +P é definido em 23,000 psi (158.58 MPa), pressão piezo.

## Performance
Testes recentes dos três principais calibres da Polícia e Militar pelo Federal Bureau of Investigation descobriram que o .45 ACP não era mais eficaz em relação à balística terminal do que 9 x 19 mm Parabellum ou .40 S&W. A recomendação do FBI de voltar a usar 9 x 19 mm Parabellum foi largamente baseada na redução na precisão quando o .40 S&W tinha sido adotado após uma falha da arma de 10mm S&W. O FBI tinha pedido um cartucho grande e poderoso ser desenvolvido devido ao mau desempenho de 9 x 19mm Parabellum e .45 ACP em uso real. Depois de dois anos de testes, um dos comentários finais do FBI foi que os serviços que adotam (ou ficam com .40 S&W ou .45 ACP) fizeram isso com o risco de perda de precisão e eficácia como a munição 9 x 19mm com qualidade superior superando ambos.
O cartucho .45 ACP tem relativamente uma baixa explosão de focinho e flash, mas produz um recuo pesado em revólveres piorado em modelos compactos . A edição padrão militar .45 ACP tem um projétil de 230 grãos que viaja a cerca de 830 metros por segundo quando disparado a partir da pistola da edição do governo M1911A1 e aproximadamente 289,56 metros por segundo da submetralhadora M1A1 Thompson . O cartucho também vem em várias rodadas de especialidade de diferentes pesos e níveis de desempenho.
Ele opera a uma taxa de pressão de câmara máxima relativamente baixa de 21.000 psi (145 MPa) (comparada com 35.000 psi/241 MPa para 9mm Parabellum e .40 S&W, 37.500 psi/259 MPa para 10mm Auto, 40.000 psi/276 MPa para .357 SIG), que devido a um impulso de parafuso baixo ajuda a prolongar a vida útil das armas em que é utilizado. Alguns fabricantes de pistolas com câmaras em .45 ACP não os certificam para usar munição +P.
Inconvenientes para uso militar incluem o tamanho grande do cartucho, o peso, o aumento dos custos de material em comparação com a menor, tiro plano padrão cartucho NATO 9×19mm Parabellum, que usa menos pó, latão e chumbo por rodada. Munição 9 mm padrão Nato tem capacidade adequada de penetração de armadura, uma falta definitiva com .45 ACP cujo grande projétil lento não penetra uma armadura em grande extensão. A velocidade lenta do focinho também faz com que a queda do projétil fique muito grande, tornando os golpes de alcance mais difíceis.

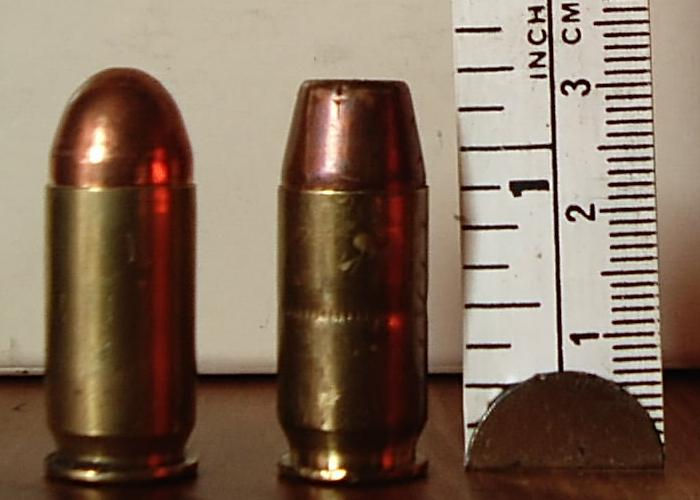
Cartuchos .45 ACP jaquetado (FMJ) (à esquerda) e Hollow point (à direita).

Um fator avaliado pelos recentes testes do FBI foi a precisão e o tempo para se recuperar. Os revólveres .45 ACP ficaram em último lugar, em grande parte devido ao recuo pesado. O .40 S&W foi procurado para ser 40% menos preciso quando adotado pelo departamento de polícia para substituir 9mm. Além disso, algumas armas de fogo selecionadas também eram menos seguras.
Em sua versão jaquetada (em inglês; FMJ de full metal jacket) sem expansão, o cartucho .45 ACP tem uma reputação de eficácia contra alvos humanos porque seu grande diâmetro cria um canal de ferida permanente profundo e substancial que reduz a pressão arterial rapidamente. Isto é reputação somente porque o FBI não encontrou nenhuma diferença eficaz nas feridas de 9 x 19mm, .40 S&W ou .45 ACP.
Devido ao seu grande diâmetro e design de parede reta, a geometria .45 ACP tem a maior potência de produção de pressão, repetindo rodada na existência. Isto é devido às maiores potências possíveis com .45 Super, e cargas +P . Devido a estas baixas pressões inerentes da rotação de pressão padrão no entanto, compensadores e freios têm pouco efeito até em cargas +P e Super que são utilizadas.
A tabela abaixo mostra parâmetros de desempenho comuns para várias cargas .45 ACP. Pesos de projéteis variando de 185 a 230 grãos são comuns. Profundidades de penetrações de 11 polegadas a mais de 27 polegadas estão disponíveis para várias aplicações e avaliações de risco.[carece de fontes?]

## Cartuchos .45 ACP
Revestimento de Metal ou jaquetado (FMJ - full metal jacket) - Cargas Originais de Fábrica
| Manufatura | Cartucho | Peso da bala  | Velocidade de saída | Energia na saída do cano |
| ---------- | -------- | ------------- | ------------------- | ------------------------ |
| Militares  | FMJ      | 15 g (230 gr) | 261 m/s (855 pés/s) | 506 J (373 ft.lb)        |
| Federal    | FMJ      | 15 g (230 gr) | 260 m/s (850 pés/s) | 500 J (369 ft.lb)        |
| Remington  | FMJ      | 15 g (230 gr) | 255 m/s (835 pés/s) | 483 J (356 ft.lb)        |

Jaquetado (FMJ) Hollow point
| Manufatura | Cartucho | Peso da bala  | Velocidade de saída | Energia na saída do cano |
| ---------- | -------- | ------------- | ------------------- | ------------------------ |
| Federal    | JHP      | 15 g (230 gr) | 260 m/s (850 pés/s) | 500 J (369 ft.lb)        |
| Remington  | JHP      | 15 g (230 gr) | 255 m/s (835 pés/s) | 483 J (356 ft.lb)        |
| Winchester | JHP      | 15 g (230 gr) | 270 m/s (880 pés/s) | 537 J (396 ft.lb)        |

Mais P ou +P (não deve ser usado em armas não certificadas como +P)
| Manufatura             | Cartucho | Peso da bala  | Velocidade de saída   | Energia na saída do cano |
| ---------------------- | -------- | ------------- | --------------------- | ------------------------ |
| Munição atômica Mais P | JHP      | 15 g (230 gr) | 300 m/s (1.000 pés/s) | 693 J (511 ft.lb)        |
| Speer Mais P           | JHP      | 15 g (230 gr) | 330 m/s (1,080 pés/s) | 702 J (518 ft.lb)        |
| Hornady Mais P         | JHP      | 15 g (230 gr) | 290 m/s (960 pés/s)   | 625 J (461 ft.lb)        |

Livre de chumbo .45 ACP (note que todos são Mais P para não ser usado em armas antigas ou não Plus P certificadas)
| Manufatura          | Cartucho | Peso da bala    | Velocidade de saída    | Energia na saída do cano |
| ------------------- | -------- | --------------- | ---------------------- | ------------------------ |
| Barnes Mais P       | JHP      | 12.0 g (185 gr) | 300 m/s (1.000 pés/s)  | 557 J (411 ft.lb)        |
| Cor-Bon Mais P      | JHP      | 12.0 g (185 gr) | 328 m/s (1,075 pés/s)  | 644 J (475 ft.lb)        |
| Buffalo Bore Mais P | JHP      | 12.0 g (185 gr) | 350 m/s (1,150 pés/s)0 | 736 J (543 ft.lb)        |

## Capacidades do carregador
Com carregadores padrão single-stack (não estendidos), cartuchos de pistolas em .45 ACP normalmente realizam 8 rodadas ou menos (excepções a este incluem 10 rodadas padrão 14 rodadas capacidade estendida .45 ACP para Sig Sauer em seu P227 e 13 rodadas na Glock 21.  e 15 rodadas, como as versões .45 ACP do FN FNP e FN FNX, embora isso aumente muito o volume da pistola e com isso diminui a manobrabilidade.

## Adoção

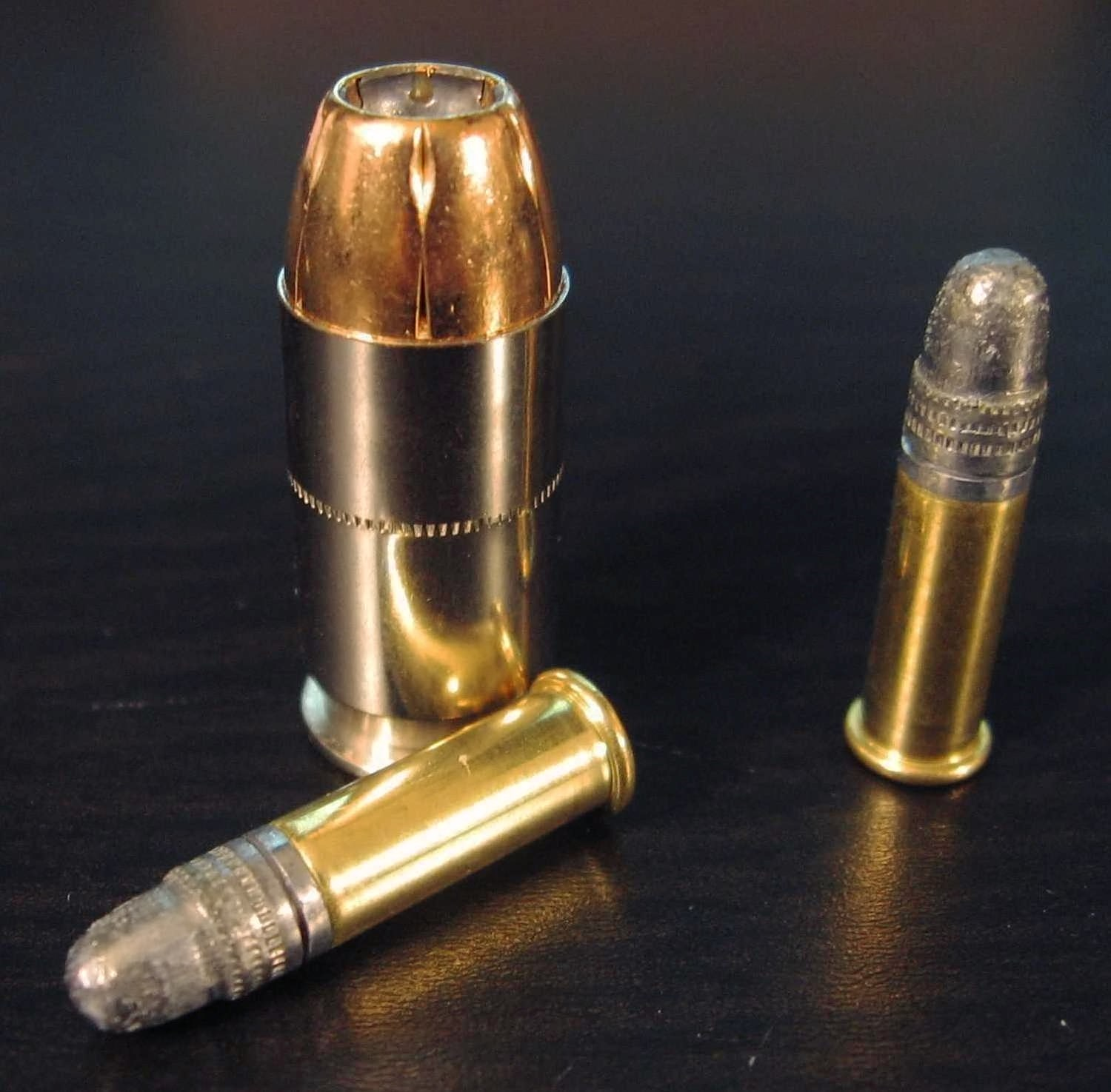
.45 ACP hollowpoint (Federal HST) com dois cartuchos .22LR para comparação.

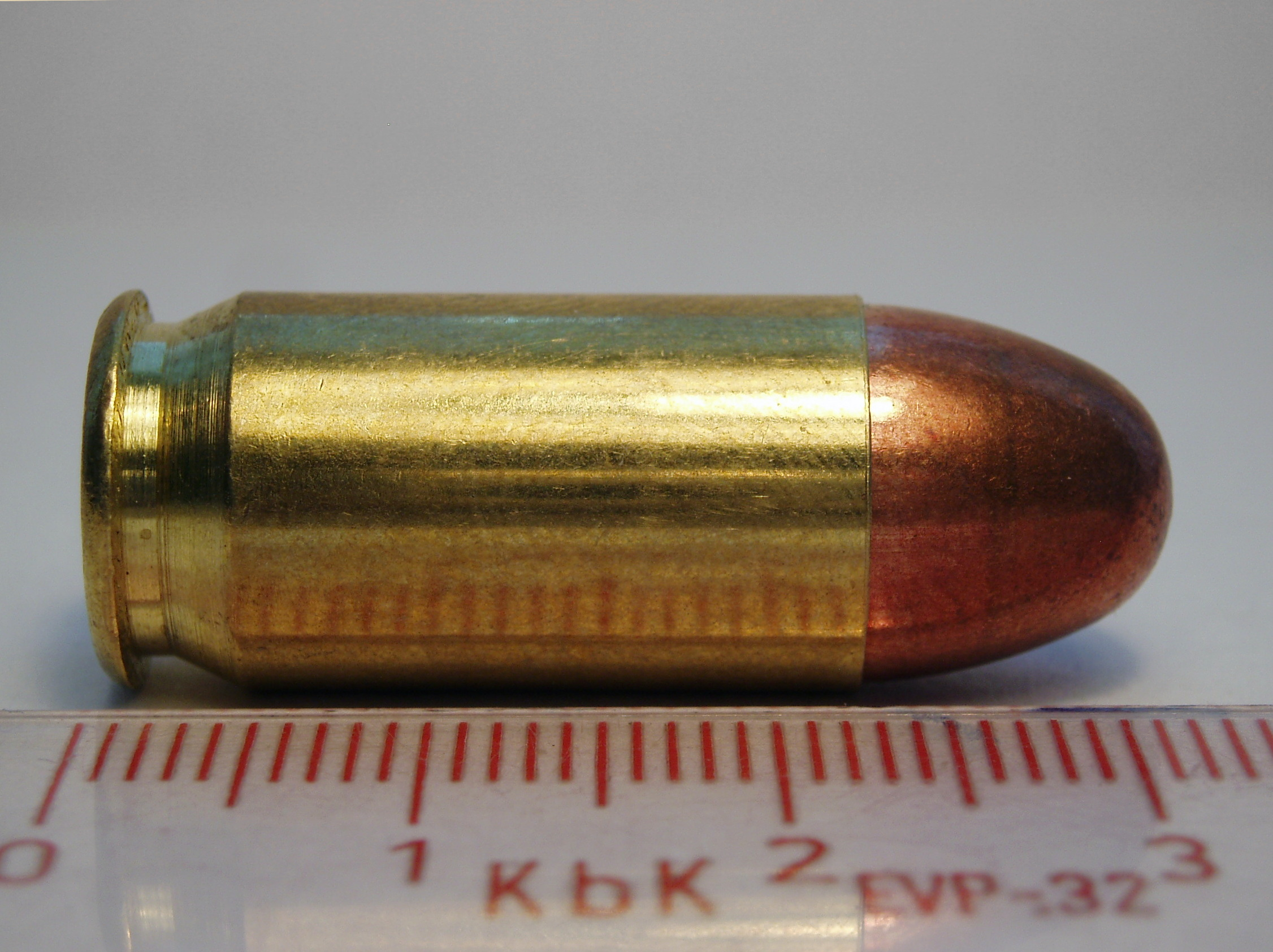
Cartucho Sellier & Bellot .45 ACP visto de lado com uma régua métrica para a escala.

Muitas unidades de polícia táticas dos EUA ainda usam a .45, incluindo a Equipe de Resgate de Reféns do FBI. Enquanto armas de fogo de alta capacidade estão disponíveis em .45 ACP, o maior comprimento e diâmetro do .45 ACP significa que o punho da pistola deve ser mais longo e mais largo que o punho de uma pistola comparável de menor calibre; Este aumento no tamanho do aperto pode tornar a pistola difícil de usar para atiradores com mãos menores.
Hoje, a maioria das forças armadas da OTAN usam armações laterais para o cartucho 9×19mm Parabellum, mas a eficácia do cartucho .45 ACP tem assegurado a sua popularidade contínua com atiradores desportivos de grande calibre, especialmente nos Estados Unidos. Além disso, algumas unidades militares e policiais de todo o mundo ainda usam armas de fogo disparando o .45 ACP. Em 1985, a pistola M1911A1 .45 ACP foi substituída pela pistola Beretta M9 9mm como a arma principal do exército dos EUA, embora as unidades de Operações Especiais selecionadas continuem usando as pistolas M1911A1 ou outras .45 ACP.

## Pressões Operacionais
Devido àa pressão e à carga padrão o calibre .45 ACP é um dos calibres mais poderosos de pistolas disponíveis para o uso com silenciadores desde que os círculos subsônicos sejam mais quietos do que os círculos supersônicos. Estes últimos inevitavelmente produzem uma onda de choque altamente comprimida, audível como um alto "crack", literalmente um pequeno estrondo sônico, enquanto eles viajam pelo ar. Os supressores reduzem o "relato" audível diminuindo e canalizando o gás de alta velocidade gerado pela pólvora queimando/expandindo antes de sair do focinho, resultando em uma "tosse" abafada. Os supressores não podem atuar sobre uma onda de choque supersônico gerada continuamente por um projétil que exceda os 1,087 ft/s (331 m/s) da velocidade do som a 32 ° F (0 ° C) de temperaturas ambiente fria, como esta onda de choque é continuamente produzida em toda a trajetória de voo sobre o qual o projétil é supersônico, que se estende muito depois que ele sai do cano.
A desvantagem do uso de .45 ACP em armas suprimidas é que o aumento do diâmetro da passagem através de um supressor diminui a eficiência do supressor; assim, enquanto .45 ACP está entre os disparos de pistola suprimidas mais poderosas, é também uma das mais altas. A maioria dos supressores .45 deve ser disparados "molhado" (com um meio ablativo , geralmente água) para trazer níveis de som para baixo para "auditivo-seguro" (abaixo de 140 dB, em geral).

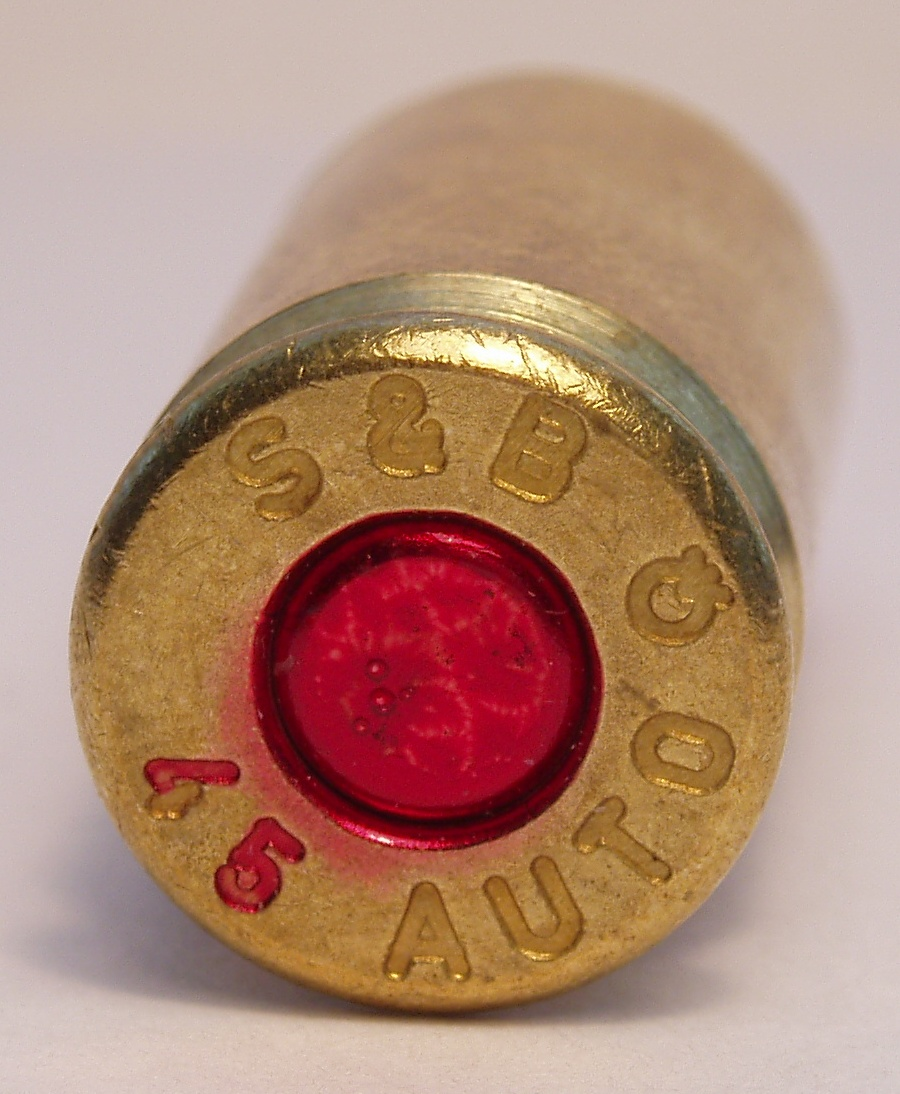
Base do cartucho Sellier & Bellot .45 ACP, mostrando a espoleta lacada

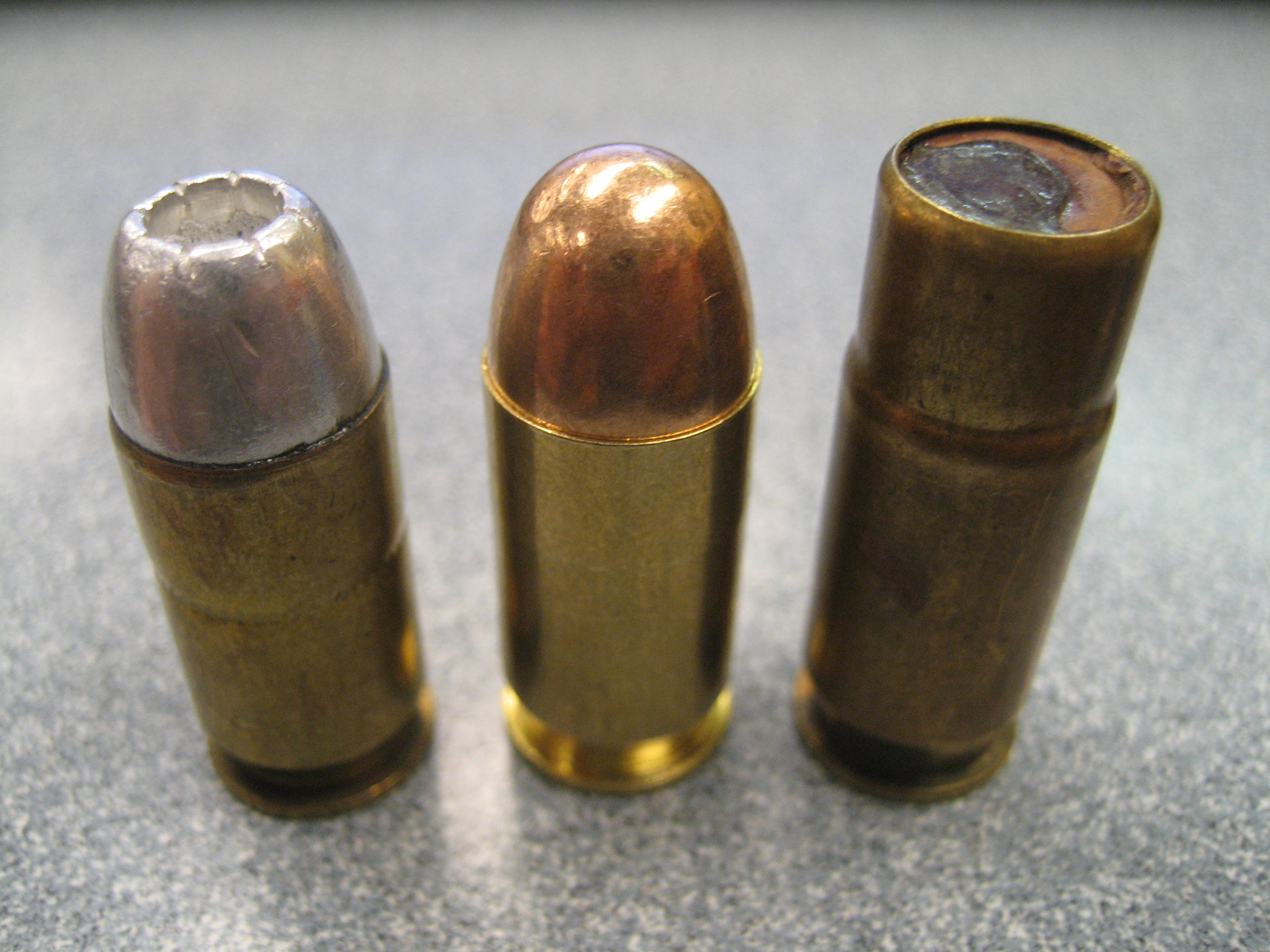
Várias variantes .45ACP: ponto oco, jaqueta de metal cheia, edição militar da era da Segunda Guerra Mundial

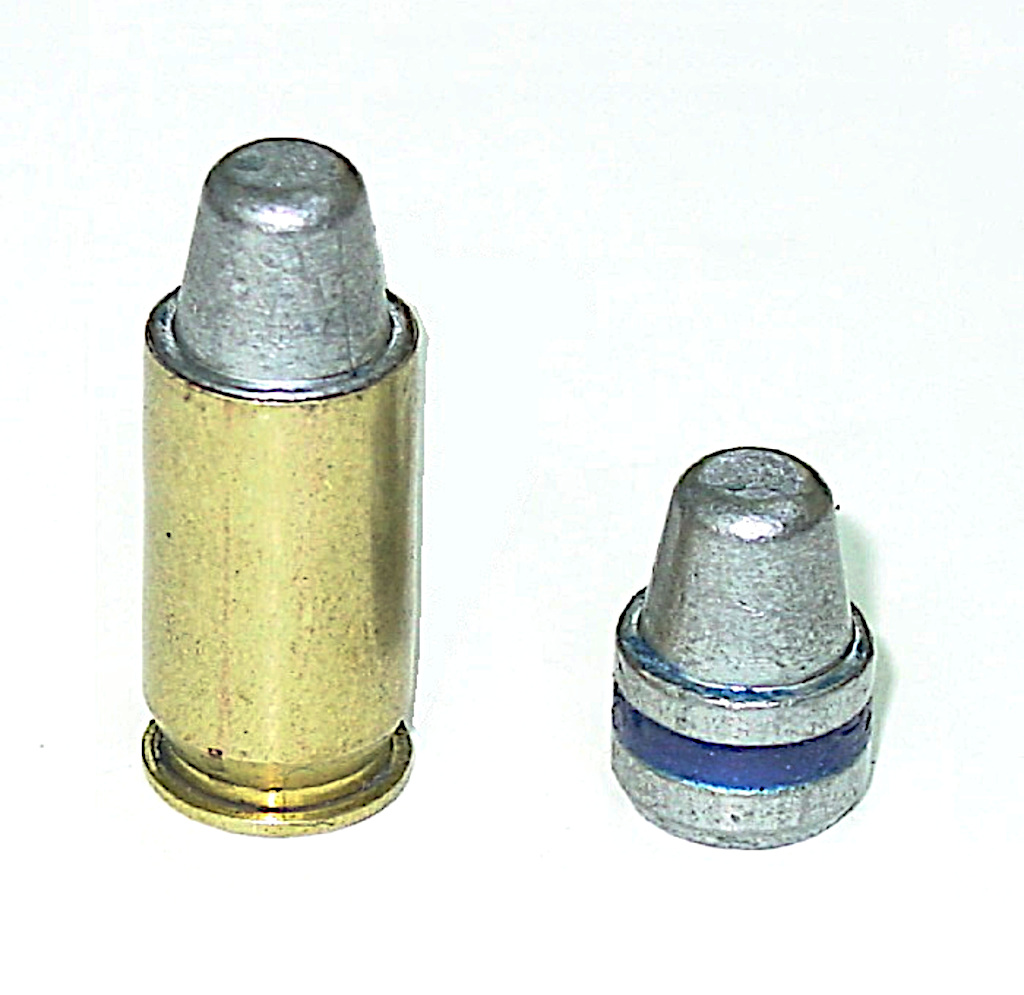
Uma alvo handload com bala semiwadcutter de 200 grãos

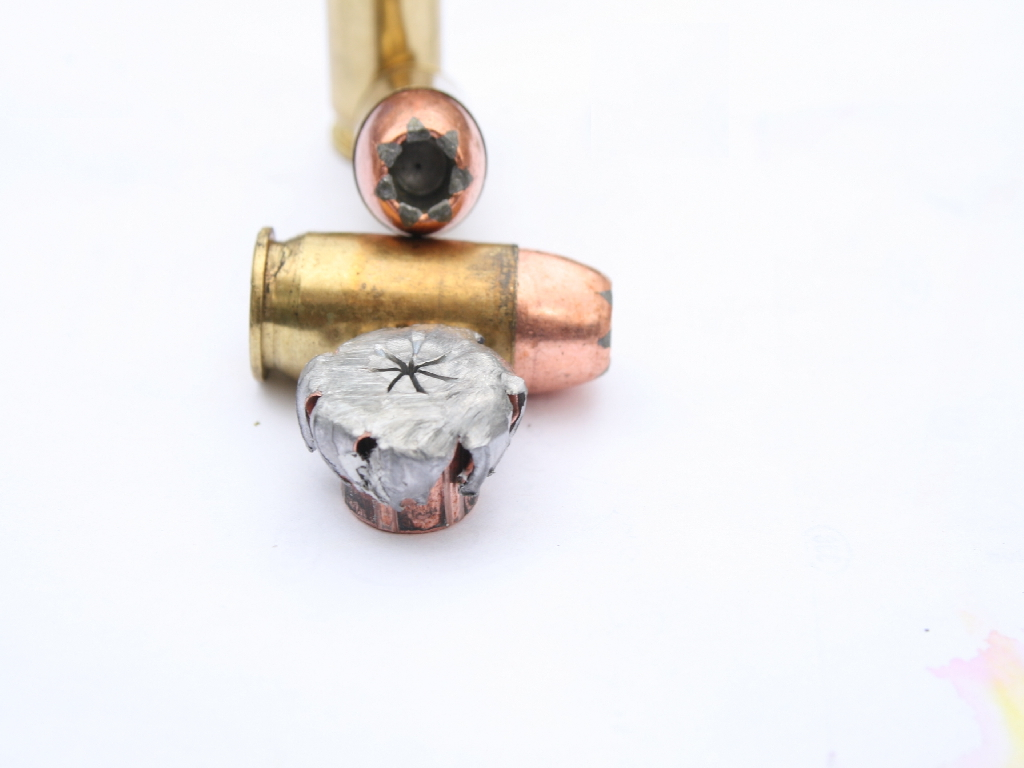
Uma moderna bala com ponta oca de 230 grãos recuperada da carne crua

## Variantes de carga
As rodadas estão disponíveis de 68 grãos a 255 grãos (4,4 g a 16,5 g), sendo uma carga comum de carregamento militar padrão de uma bala FMJ de 230 grãos (15 g) a aproximadamente 259 m/s. As rodadas especializadas estão disponíveis em pesos inferiores a 100 grãos (6,5 g) e mais de 260 grãos (16,8 g); As rodadas populares entre carregadores e atiradores de alvo incluem projéteis 185-grão e 230-grão (12 g e 15 g).[carece de fontes?] Rodadas de ponta oca destinados a eficácia máxima contra alvos vivos são concebidos para expandir no momento do impacto com o tecido mole, o aumento do tamanho da cavidade permanente deixado pelo projétil à medida que passa através do alvo.
Munição Tracer para o .45 ACP foi fabricada por Frankford Arsenal e por Remington Arms . Esta munição estava disponível para a "United States Border Patrol" já em 1940 e foi usada durante a Segunda Guerra Mundial para a sinalização de emergência pela tripulação de ar da Marinha dos Estados Unidos e do Corpo de Fuzileiros Navais. A munição tracer foi identificada pintando a ponta do projétil de vermelho.

### Mais P
A maioria dos manufaturadores de munições também comercializam o que são denominados "+ P" (pronunciado "mais P") cargas em munição de pistola, incluindo o .45 ACP. Isto significa que o cartucho é carregado para uma pressão máxima de maior nível do que o original cartucho padrão SAAMI, gerando uma velocidade mais elevada e mais energia focinho. No caso do .45 ACP, a pressão padrão do cartucho é de 21.000 psi (140 MPa)  e a norma SAAMI .45 ACP +P é de 23.000 psi (160 MPa). Esta é uma prática comum para atualizar cartuchos mais antigos para corresponder a melhor qualidade de materiais e mão de obra em armas de fogo modernas.
A terminologia é geralmente dada como ".45 ACP +P", e aparece no "headstamp". É importante notar que os cartuchos +P têm as mesmas dimensões externas que os cartuchos de câmara de pressão padrão e são disparados em todas as armas de fogo projetado para as cargas de pressão padrão. Contudo, deve notar-se que as dimensões internas do cartucho +P são diferentes das dimensões do cartucho de pressão padrão e, assim, permite que pressões mais elevadas sejam conseguidas com segurança no cartucho +P. Se as cargas de +P forem usadas em armas de fogo não especificamente projetadas para elas, elas podem causar danos à arma e ferimentos ao operador.

### Outras
Versões populares derivadas do .45 ACP são o .45 Super e .460 Rowland. O Super é dimensionalmente idêntico ao .45 ACP; contudo, o cartucho carrega uma pressão estabelecida para o revelador de 28 500 psi (200 MPa) e requer pequena modificação da qualidade nas armas de fogo para utilização. O caso Rowland é 0,057 polegadas (1 4 mm) mais especificamente para impedir que ele seja alojado em armas de fogo padrão .45 ACP. A Rowland opera em um desenvolvedor estabelecido 40.000 c.u.p. E só pode ser usado dentro de um grupo seleto de armas de fogo significativamente modificado para este fim. Casos de latão para cada um desses cartuchos têm o nome aplicável dentro do headstamp. O Super fornece aproximadamente 20% de velocidade maior do que o .45 ACP +P; a velocidade Rowland aproximadamente 40% maior que a .45 ACP +P.

## Cronograma
- 1899/1900: Teste de pistolas autocarregáveis: Colt M1900 de calibre .38.
- 1904: Thompson-LaGarde Tests—calibre .45 de uma nova arma.
- 1906–1907: Ensaios de arma—Colt entra com projeto .45 ACP.
- 1910: Testes finais—Pistola Colt (projetada por John Browning) supera a Savage.
- March 29, 1911: A pistola Colt é oficialmente adotada como o Modelo 1911 e com ele o cartucho .45 ACP.

## Sinônimos
- .45 Auto
- .45 M1911 (Exército dos E.U.A)
- S.A. .450 (Militar da Commonwealth)
- 11.43×23mm (Métrico)

## Rodadas relacionadas
- .38/.45 Clerke
- .400 Corbon
- .45 Auto Rim
- .451 Detonics Magnum[23]
- .45 Super
- .450 SMC
- .45 Remington-Thompson
- .460 Rowland
- .45 Winchester Magnum
- .45 G.A.P.
- .45 Peters-Thompson shot cartridge[24]
- .50 GI

## Referência Bibliográfica
- OLIVEIRA, João Alexandre Voss de; GOMES, Gérson Dias e FLORES, Érico Marcelo. Tiro de Combate Policial. 2ª Edição, 2000.